# Grivola
La Grivola es una montaña del macizo del Gran Paradiso, en los Alpes Grayos, con una altura de 3.969 m s. n. m. Se encuentra a lo largo de la divisoria de aguas entre el Valsavarenche y valle de Cogne en el Valle de Aosta. Es la tercera del macizo del Gran Paradiso. Según la clasificación SOIUSA, la Grivola pertenece:
- Gran parte: Alpes occidentales
- Gran sector: Alpes del noroeste
- Sección: Alpes Grayos
- Subsección: Alpes del Gran Paradiso
- Supergrupo: Macizo del Gran Paradiso
- Grupo: Grupo Grivola-Gran Serra
- subgrupo: Grupo de la Grivola
- CÓDIGO: I/B-7.IV-A.3.b

## Características
Definida por el poeta Giosuè Carducci la ardua Grivola bella, se puede considerar tal sólo viendo su vertiente septentrional, desafiante y austero, que aparece en toda su imponencia recorriento el Valle de Aosta. Las otras vertientes son por el contrario más anónimas, incluso cuando la Grivola destaca por altura sobre las cimas cercanas.
La vertiente norte de la montaña da al glaciar del Nomenon. La cima está rodeada por otras puntas menos altas y menos destacadas pero dignas de relieve: Punta Bianca della Grivola - fr. Pointe blanche de la Grivola (3.793 m), Punta Nera - fr. Pointe noire de la Grivola (3.683 m) y Punta Rossa della Grivola - fr. Pointe rousse de la Grivola (3.630 m).

## Etimología
Según Giuseppe Giacosa el nombre Grivola deriva de la palabra francoprovenzal griva, el tordo. Según el abad aostano Joseph-Marie Henry, deriva de grivoline, que significa chica joven, lo mismo que otra montaña suiza, la Jungfrau. Según Paul-Louis Rousset, deriva de la palabra francoprovenzal gri, que significa "cúmulo de piedras".

## Ascenso a la cima
La cima fue conquistada por vez primera el 23 de agosto de 1859 por parte de J.Ormsby, R.Bruce, F.A.Dayné, Z.Cachat y J.Tairraz. Hoy la cima se puede alcanzar partiendo del refugio Vittorio Sella, atravesando el collado della Nera, de la cuenca superior del glaciar del Trajo y ascenso de la pared sudeste (visible en la foto de la Punta Tersiva). Itinerario no difícil pero largo y peligroso en la pared por la frecuente caída de piedras.
En alternativa también es posible ascender la Grivola siguiendo la cresta llamada de las Clochettes (noreste). En la práctica el primer día se parte de la fracción geográfica Cretaz di Cogne (cerca de 1.500 m) y luego de haber recorrido un glaciar semi-llano (glaciar del Trajo) se sube a través de pasajes de roca hasta la base de la cresta, alcanzando el vivac Balzola (3.477 m). El segundo día se sube a la cresta, que está expuesta y presenta un tramo de IV grado de escalada. Este segundo itinerario, respecto a la vía normal, es más técnico pero tiene la ventaja de desarrollarse sobre roca más compacta, evitando así las peligrosas caídas de piedra.

## Galería de imágenes

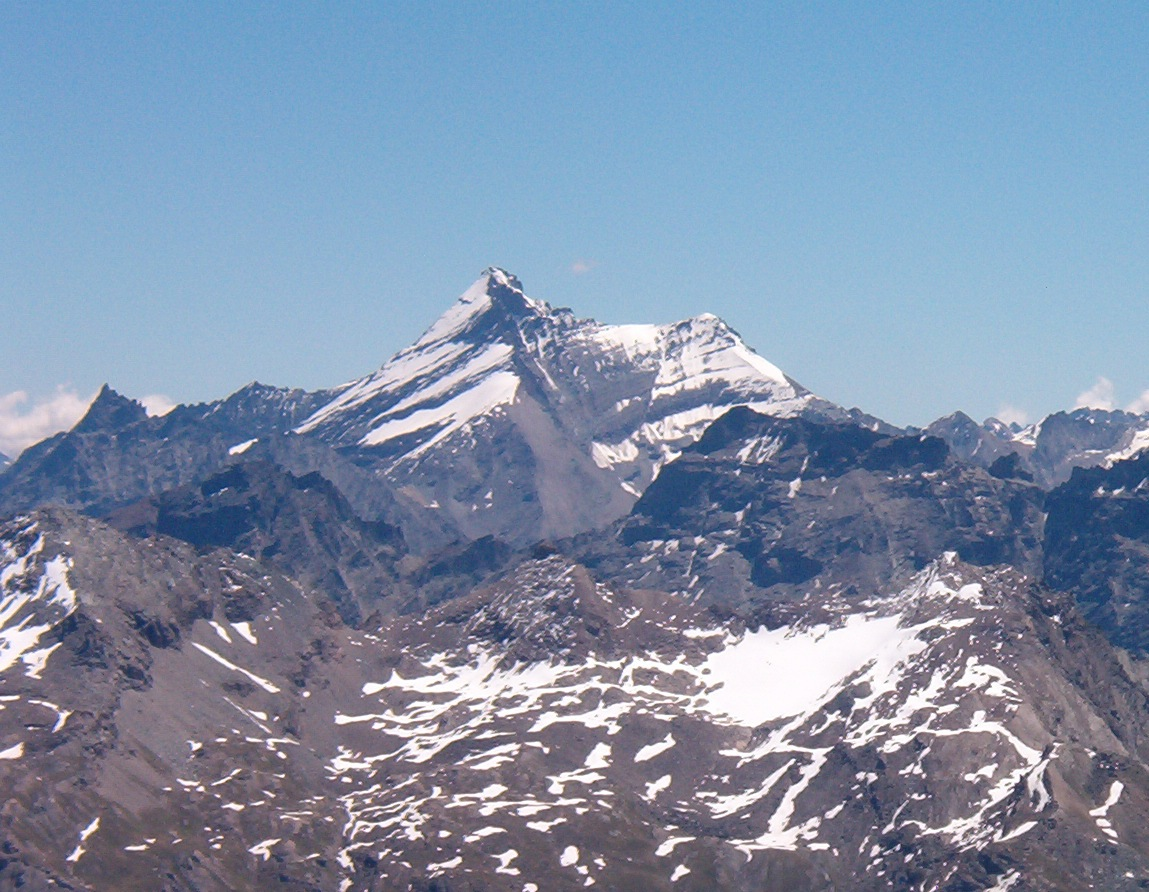
La Grivola vista desde la cima de la Testa del Rutor
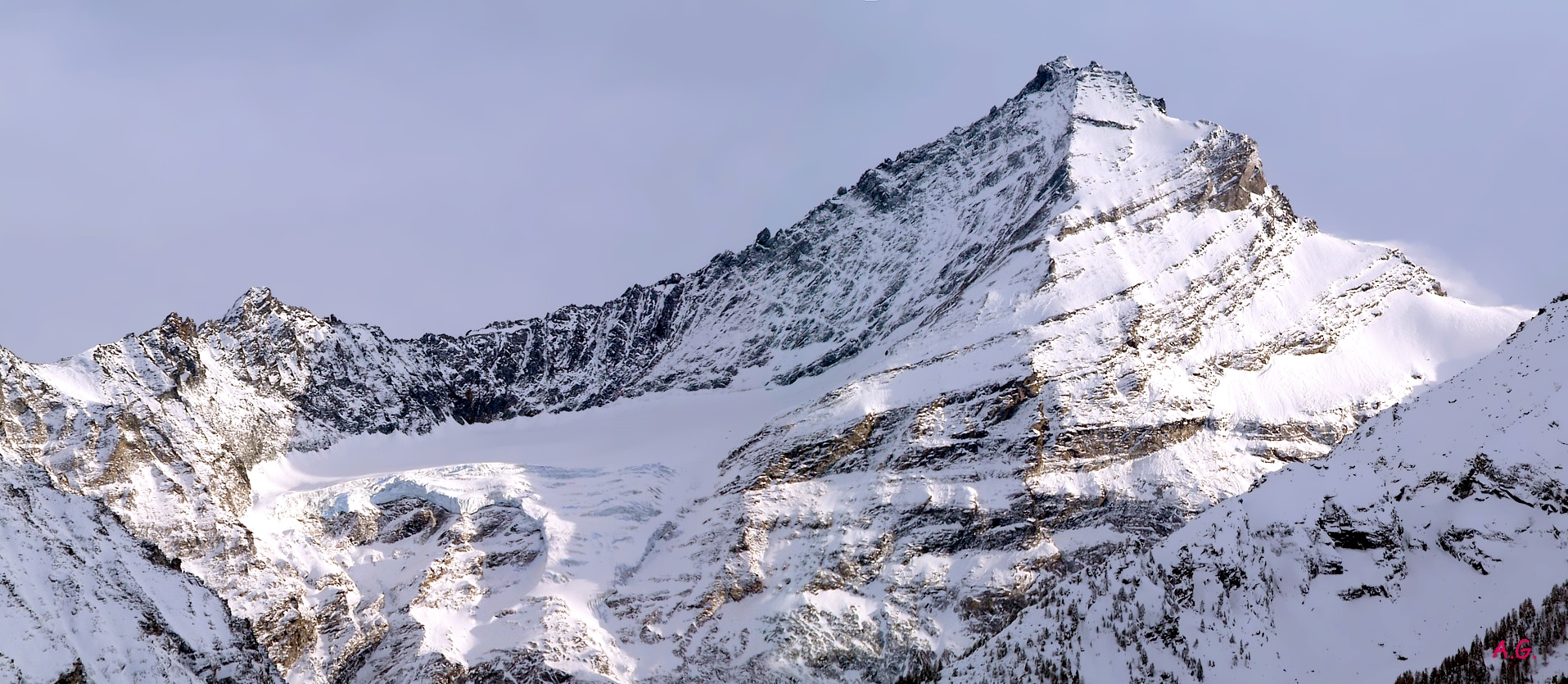
La vertiente norte de la Grivola
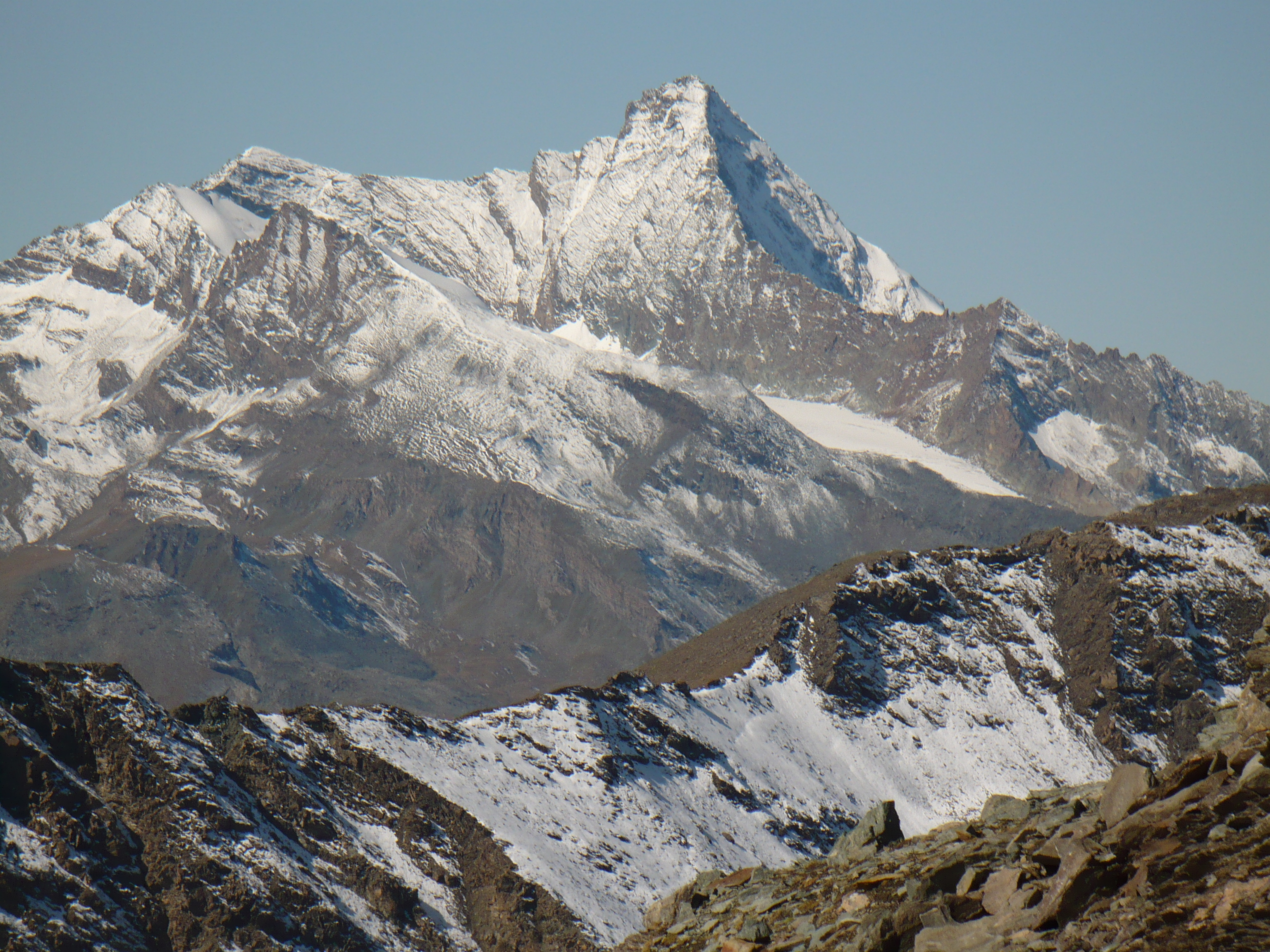
La Grivola vista desde la Punta Tersiva